# Эйтель Фридрих V Гогенцоллерн-Гехингенский
Эйтель Фридрих V Гогенцоллерн-Гехингенский, также известен как Эйтель Фридрих II Гогенцоллерн-Гехингенский (нем. Eitel Friedrich II. von Hohenzollern-Hechingen; январь 1601, Гехинген — 11 июля 1661, Иссенайм) — второй владетельный князь Гогенцоллерн-Гехинген (28 сентября 1623 — 11 июля 1661), имперский генерал во время Тридцатилетней войны.

## Биография
Старший сын графа и первого князя Иоганна Георга Гогенцоллерн-Гехингенского (1557—1623) от его брака с Франциской (ум. 1619), дочерью Фридриха, графа Сальм, Вильд и рейнграфа Нёвиль.
Учился в университетах Вены и Ингольштадта, затем путешествовал по Италии и Франции.
В сентябре 1623 года после смерти своего отца Эйтель Фридрих унаследовал княжеский престол в Гехингене. Во время Тридцатилетней войны (1618—1648) князь вначале командовал полком пехоты на службе у императора Священной Римской империи Фердинанда II Габсбурга, затем стал имперским генералом.
Замок Гогенцоллерн, главный центр швабских Гогенцоллернов, имел военно-стратегическое значение. Княжество было окружено протестантскими княжествами. Во время войны шведы и вюртембергцы захватили замок и разрушили его. В 1635 году имперские войска отбили обратно замок Гогенцоллерн.
В 1653 году князь Эйтель Фридрих Гогенцоллерн-Гехингенский был включён в состав имперского княжеского совета в Регенсбурге.
В июле 1661 года 60-летний Эйтель Фридрих скончался в Иссенайме от полученных ран, не оставив наследника мужского пола. После его смерти княжеский престол унаследовал его младший брат Филипп (1661—1671).

## Брак и дети
19 марта 1630 года в Баутерсеме женился на Марии-Елизавете (январь 1613 — 29 октября 1671), дочери графа Генриха ван дер Берга (1573—1638), наследнице Берген-оп-Зома и графства Хэренберг и Вален. Их дети:
- сын (8 апреля 1632 — 8 апреля 1632)
- Франциска (1642 — 17 октября 1698), маркграфиня Берген-оп-Зом, муж с 1662 года граф Фридрих Мориц де Ла тур д’Овернь (1642—1707).